# Okręg wyborczy Torfaen
Okręg wyborczy Torfaen powstał w 1983 r. i wysyła do brytyjskiej Izby Gmin jednego deputowanego. Okręg obejmuje nowe miasto Cwmbran i Pontypool oraz okoliczne dystrykty.

## Deputowani do brytyjskiej Izby Gmin z okręgu Torfaen
- 1983–1987: Leo Abse(inne języki), Partia Pracy
- 1987–2015: Paul Murphy, Partia Pracy
- 2015 –: Nick Thomas-Symonds(inne języki), Partia Pracy